# Résolution 2078 du Conseil de sécurité des Nations unies
Membres permanents
- Chine
- États-Unis
- France
- Royaume-Uni
- Russie

Membres non permanents
- Afrique du Sud
- Allemagne
- Azerbaïdjan
- Colombie
- Guatemala
- Inde
- Maroc
- Pakistan
- Portugal
- Togo

Résolution no 2077 Résolution no 2079
La résolution 2078 du Conseil de sécurité des Nations unies a été adoptée à l'unanimité le 28 novembre 2012.
Le Conseil de sécurité a reconduit jusqu'au 1er février 2014 les mesures sur les armes imposées par le paragraphe 1 de la résolution 1807 (2008), et renouvelé les mesures sur les transports et les mesures financières et de voyage imposées par cette résolution.

## Observations
Dans le préambule de la résolution, le Conseil a réitéré sa préoccupation concernant la situation dans l'est de la république démocratique du Congo en raison de la rébellion du M23. Le Conseil de sécurité a condamné la violation continue des résolutions 1533 (2004), 1807 (2008), 1857 (en) (2008), 1896 (en) (2009), 1952 (en) (2010) et 2021 (en) (2011). Il a également condamné les violations des droits de l'homme et les violations du droit humanitaire contre des civils.

## Actes

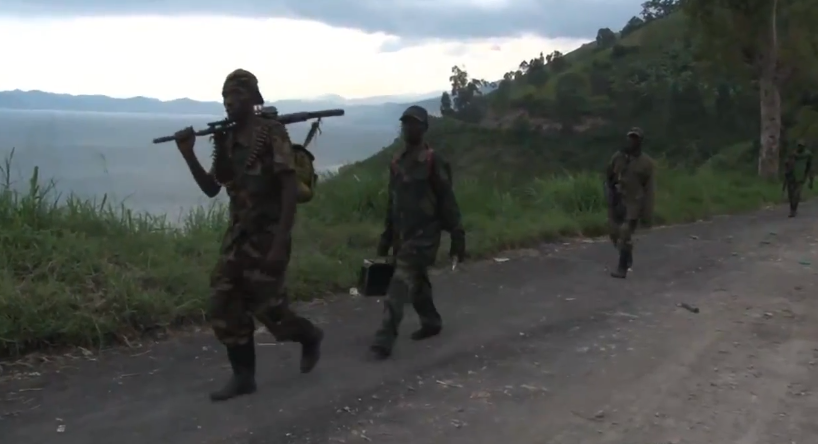
Des rebelles du M23 sortent de Goma

Agissant en vertu du chapitre VII de la Charte des Nations unies, le Conseil a renouvelé l'embargo sur les armes concernant la république démocratique du Congo jusqu'au 1er février 2014, ainsi que des sanctions en matière de voyage, financières et de transport. Entre-temps, le secrétaire général Ban Ki-moon a été prié de proroger le mandat du groupe d'experts créé par la résolution 1533 (2004) et renouvelé par des résolutions ultérieures jusqu'au 1er février 2014. Le groupe a été prié de présenter au Conseil un rapport à long terme pour le 28 juin 2013 et un rapport final avant le 13 décembre 2013.
La résolution a condamné le Mouvement du 23 mars pour ses attaques contre la population civile et les Casques bleus de la MONUSCO et demande aux groupes rebelles de la région (FDLR, LRA, milices Maï-Maï, FNL et ADF) de cesser immédiatement toutes les formes de violence.